# Фюрстенштайг

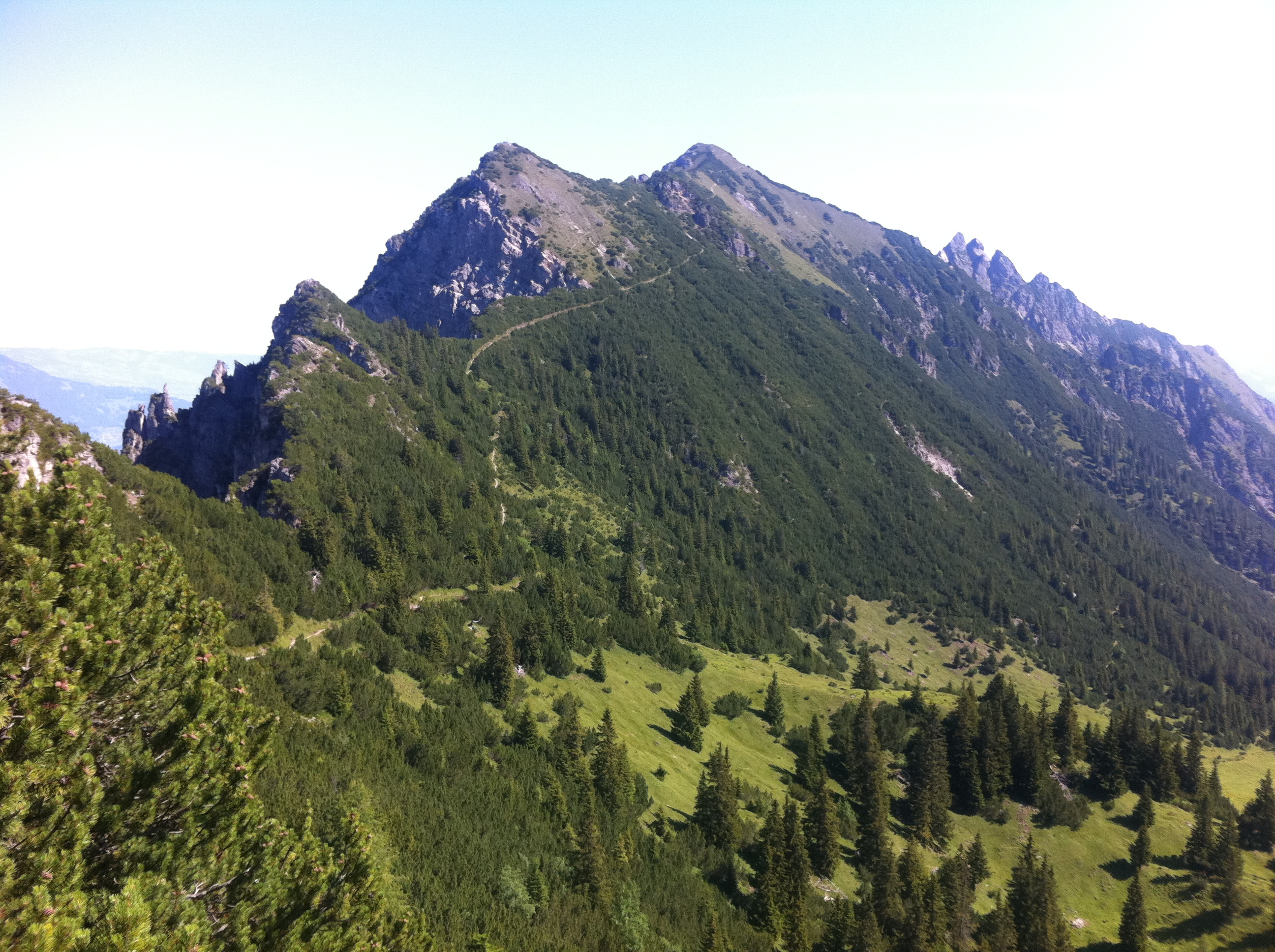
Вид на північно-східний схил гори Гафляйшпіц та Княжу тропу

47°08′43″ пн. ш. 9°32′53″ сх. д. / 47.145329° пн. ш. 9.547967° сх. д.
Фюрстенштайг (дослівно — «Княжа стежка») — альпійська туристична стежка у Ліхтенштейні.
Відкрита для туристів вузька гірська стежка (рівень складності — Т3), що починається та закінчується поблизу села Гафлай у комуні Трізенберг. «Княжу стежку» було прокладено крізь скелі та відкрито у 1989 році.